# Difluoruro di dizolfo
Il difluoruro di dizolfo è il composto inorganico con formula S2F2, a volte scritta come FSSF per sottolineare la connessione tra gli atomi, molto simile a quella dell'analogo dicloruro di dizolfo. In questo fluoruro lo zolfo è nello stato di ossidazione +1. In condizioni normali è un gas incolore. È un composto fortemente tossico, poco stabile, senza utilizzi pratici. Nel tempo tende a isomerizzare formando l'isomero fluoruro di tiotionile (S=SF2), nel quale uno dei due atomi S è tetravalente.

## Storia
Il difluoruro di dizolfo fu presumibilmente ottenuto per la prima volta da Humphry Davy nel 1813, ma senza darne alcuna caratterizzazione. Il chimico inglese George Gore (1826-1908) ne descrisse alcune proprietà nel 1871. Nella prima metà del novecento il difluoruro di dizolfo fu oggetto di svariati articoli scientifici poi rivelatisi errati. Solo negli anni sessanta il composto fu isolato e caratterizzato in vari laboratori, distinguendolo dall'isomero fluoruro di tiotionile (S=SF2).

## Sintesi
Il composto può essere ottenuto per reazione tra fluoruro d'argento e zolfo a 125 ºC, con rigorosa esclusione di acqua:
{\displaystyle {\ce {2AgF\ +\ 3S->FSSF\ +\ Ag2S}}}

## Struttura
Il difluoruro di dizolfo è un composto molecolare. La forma della molecola è analoga a quella del perossido di idrogeno (H2O2) e la simmetria molecolare risulta C2.

## Proprietà e reattività
Il difluoruro di dizolfo si conserva per giorni se congelato, ma nel tempo tende a trasformarsi nell'isomero più stabile S=SF2. La trasformazione è favorita al crescere della temperatura e dalla presenza di ioni fluoruro, con un meccanismo tipo:
{\displaystyle {\ce {FSSF\ +\ F^{-}\leftrightarrows FSSF2^{-}\leftrightarrows F^{-}\ +\ SSF2}}}
Il difluoruro di dizolfo è molto reattivo, attacca il vetro e si idrolizza rapidamente in acqua formando S8, acido fluoridrico (HF) e una miscela di acidi politionici H2SnO6.